# Roseto Capo Spulico
Roseto Capo Spulico – miejscowość i gmina we Włoszech, w regionie Kalabria, w prowincji Cosenza.
Według danych na rok 2004 gminę zamieszkiwało 1760 osób, 58,7 os./km².